# Era de prata das histórias em quadrinhos americanas
A Era de Prata da histórias em quadrinhos americanas (em Portugal, banda desenhada) foi um período de avanços artísticos e sucesso comercial para as histórias em quadrinhos produzidas nos Estados Unidos, predominantemente no gênero de super heróis. Sucedendo à Era de Ouro, e um interregno entre o final da Segunda Guerra e meados da década de 1950,  na qual o gênero havia surgido, obtido sua popularidade inicial e entrado num significativo declínio, a "Era de Prata" compreenderia as publicações lançadas entre 1956 e 1970 e antecederia a "Era de Bronze".
A popularidade — e, consequentemente, a tiragem — das revistas em quadrinhos de super-heróis diminuiu consideravelmente após a Segunda Guerra Mundial, ao passo que revistas com histórias de terror, crime ou romance passavam a representar uma fatia cada vez maior do mercado. No início da década de 1950, cresceu a controvérsia acerca da suposta ligação entre os quadrinhos e a delinquência juvenil, e as próprias editoras responsáveis por estas revistas implementariam em 1954 o Comics Code Authority, cujo objetivo era regular o conteúdo publicado.
Em 1956, num mercado já afetado pelas mudanças causadas pelo órgão, foi publicada a revista Showcase #4, que, ao apresentar uma nova versão do super-herói Flash, acabaria por reaquecer o interesse pelo gênero. O imediato sucesso levou ao lançamento de inúmeras revistas, incluindo Justice League of America, estrelada pela Liga da Justiça. O período é marcado ainda, a partir da década de 1960, pelo surgimento de vários personagens da Marvel Comics, como o Quarteto Fantástico, o Homem-Aranha e os Vingadores.
A formação dos super-heróis evoluiu durante a Era de Prata. Dentre os artistas que contribuíram durante o período estão algumas das mais importantes figuras da história do gênero — escritores como Stan Lee, Gardner Fox, John Broome e Robert Kanigher, e desenhistas como Curt Swan, Jack Kirby, Gil Kane, Steve Ditko, Mike Sekowsky, Carmine Infantino, John Buscema e John Romita — e enquanto os escritores incoporaram elementos de ficção científica nas origens e aventuras dos personagens, o desenvolvimento do personagem e seus conflitos pessoais tornaram-se quase tão importantes quanto o mito, os super-poderes e as aventuras épicas, e a arte também evoluiu: anatomia, perspectiva e expressões faciais começaram a ser retratadas de forma mais realista, e um maior experimentalismo no posicionamento dos quadros que compõem as páginas também começaria a ocorrer.

## Etimologia
O historiador e produtor cinematográfico Michael Uslan conseguiu determinar a origem do termo "Era de Prata": uma carta publicada na 42ª edição da revista Justice League of America, publicada em dezembro de 1965. Scott Taylor, um leitor de Westport, Connecticut, escreveu para a revista: "Se vocês continuarem trazendo de volta os heróis da Era de Ouro [das décadas de 1930 e 1940], as pessoas daqui vinte anos vão chamar esse período de 'Silver Sixties'!". Uslan acreditava que a hierarquia natural entre ouro, prata e bronze foi determinante para que a nova denominação se tornasse imediatamente popular, e surgisse como uma substituição à quaisquer outras denominações até então utilizadas, passando a ser adotada inclusive por lojistas, que dividiriam as revistas entre as lançadas "na Era de Ouro" e as lançadas "na Era de Prata".

## História

### Antecedentes e contexto
A "Era de Ouro" compreenderia o material produzido entre o final da década de 1930 e o final da década seguinte, aproximadamente. Alguns dos mais conhecidos super-heróis foram criados nesse período — Superman, Batman, Wonder Woman, Capitão Marvel e Capitão América — e as revistas tornaram-se um divertimento barato, quase descartável, que se tornaria bastante popular entre a população, particularmente com as tropas durante a Segunda Guerra Mundial.
No início da década de 1950 as revistas passariam a ser apontadas como a razão por trás do aumento na criminalidade juvenil.  Dentre os críticos da indústria dos quadrinhos, destacou-se Fredric Wertham, autor do livro Seduction of the Innocent, lançado em 1954, em que apontaria que a "culpa" pela delinquência juvenil nos Estados Unidos não seria dos pais ou das escolas, mas dos quadrinhos. Rapidamente os quadrinhos entraram em declínio. 
O término da Era de Ouro é motivo de debate, mas considera-se geralmente como marco inicial da Era de Prata a publicação da revista Showcase Comics #4, lançada pela DC em 1956. Naquela edição apresentou-se uma nova versão do The Flash — o primeiro de muitos personagens a serem repaginados pela editora nos anos seguintes sob o comando do editor Julius Schwartz.
O sucesso destas séries ajudou a editora a encontrar um gênero viável que fosse bem sucedido apesar das restrições do Comics Code Authority. Isto deu novo fôlego aos quadrinhos, e as vendas começaram a se recuperar. O período também viu o crescimento da Marvel Comics sob a tutela do escritor/editor Stan Lee e dos artistas/co-escritores Jack Kirby e Steve Ditko, que introduziram caracterizações mais sofisticadas e roteiros mais dinâmicos ao universos de super-heróis. O movimento de Quadrinhos Underground também teve início durante este período. Entretanto, devido a seu conteúdo artístico, impacto e divulgação tão diferentes das grandes companhias, é geralmente considerado um gênero em separado do meio.

### Início e popularidade

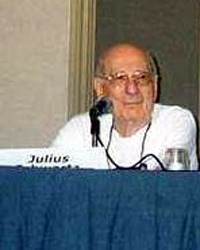
Julius Schwartz, editor da DC Comics no período.

A "Era de Prata" teve início em 1956, com a publicação, pela DC Comics, de Showcase #4, que introduziu uma versão modernizada do personagem Flash.  À época, apenas três super-heróis ainda tinham suas revistas e histórias publicadas de forma regular pela editora — Superman, Batman e Mulher Maravilha, mas até profissionais dos quadrinhos entendem que as histórias do período não eram realmente dignas de nota: Superman estava disponível "em grande quantidade, mas em pouca qualidade", Batman possuía histórias cujo qualidade mal podia ser comparada à obtida na década de 1940 e a Mulher Maravilha havia há muito deixado de ser uma personagem com histórias interessantes. O lançamento de Showcase #4 ao mercado foi definido como algo que "implorava para ser comprado". Com uma capa cativante — um rolo de filme ondulado retratando o Flash correndo tão rápido que ele havia escapado da imagem — a revista se tornou um sucesso imediato Por trás da revitalização do Flash estavam o editor Julius Schwartz, o escritor Gardner Fox e o artista Carmine Infantino. Schwartz havia sido agente literário de escritores de ficção científica, tais como Ray Bradbury e H. P. Lovecraft, nas décadas de 1940 e 1950, Fox se dividia entre roteiros de quadrinhos e histórias para as revistas pulps Weird Tales, Planet Stories e Amazing Stories, Marvel Science Stories, Baseball Stories, Big Book Football Western, Fighting Western, Football Stories, Lariat Stories, Ace Sports, SuperScience, Northwest Romances, Thrilling Western, e Ranch Romances.
Com o sucesso de Showcase #4, outros heróis da "Era de Ouro" foram reformulados e relançados sob o tutela de Schwartz, como Lanterna Verde, Gavião Negro e Átomo. Murphy Anderson, Gil Kane e Joe Kubert foram alguns dos artistas que contribuíram com as histórias que recriaram esses personagem. Apenas os nomes dos personagem era mantido. Seus uniformes, identidades e características eram sempre alteradas e as histórias possuíam maior influência da ficção científica: explicações pseudo-científicas eram elaboradas para os poderes ao invés de origens mágicas. Se na Era de Ouro o Lanterna Verde era Alan Scott, um engenheiro cujos poderes originavam-se de um anel energizado por uma lanterna mágica, por exemplo, seu substituto era Hal Jordan, um piloto de avião cujos poderes originavam-se de um anel energizado por uma bateria energética de origem alienígena que havia sido criada por uma força da paz intergalática da qual ele fazia parte.  A inspiração foi a série literária Lensman de E. E. Smith, publicada em revistas pulp.
Embora o início da Era de Prata seja comumente ligado ao surgimento do Flash, o Caçador de Marte havia surgido quase um ano antes em Detective Comics #225, o que fez com que alguns historiadores o considerassem o primeiro herói do período ao invés do velocista, ainda que as suas primeiras histórias possuíssem mais semelhanças com histórias de detetive. Justamente por ter se tornado um super-herói apenas posteriormente que é considerado questionável considerá-lo o primeiro personagem do período. O historiador Craig Shutt, em coluna publicada na revista Comics Buyer's Guide apontaria sua discordância: "Não tivesse o Flash surgido, eu duvido que o Caçador de Marte teria deixado de ser o protagonista de uma história secundária em 'Detective' e se tornado o precursor de toda uma era" — originalmente, o Caçador de Marte era caracterizado como um detetive chamado John Jones, que usava suas habilidades alienígenas para resolver crimes — não muito diferente de outros detetives publicados pela editora e que usavam artifícios para resolver os crimes que investigavam. Apenas em 1959 que John teria se tornado um super-herói com uniforme e identidade secreta. Outro super-herói cujo surgimento antecede o do Flash e que também é considerado por alguns historiadores como o primeiro super-herói do período é o Capitão Cometa. Sua primeira história foi publicada em 1951, na 9ª edição da revista Strange Adventures.

### O declínio dos quadrinhos de horror
A Harvey Comics era, até então, uma das mais importantes editoras de histórias em quadrinhos em atividade, mas, com o advento do Comics Code, se viu obrigada a descontinuar sua popular linha de quadrinhos de horror. Buscando atingir um novo público, a Harvey começou a focar suas revistas no público infantil com a publicação de personagens como Riquinho, Gasparzinho o Fantasminha Camarada e Brotoeja. Kathy Merlock, em texto para a Universidade da Flórida apontou que os quadrinhos da editora eram particularmente populares com meninas, mas atingiam crianças de 6 a 12 com sucesso. Muitos das histórias publicadas pela empresa apresentavam jovens garotas no papel de protagonistas, e estas personagens costumeiramente "desafiavam estereótipos e mandavam uma mensagem de aceitação para com aqueles que são diferentes", segundo Merlock. Ainda que seus personagens tenham posteriormente inspirado filmes e outros produtos, os quadrinhos da editora não possuem um valor no mercado de colecionadores tão digno de nota quanto o das histórias publicadas pela Marvel e pela DC Comics no mesmo período.

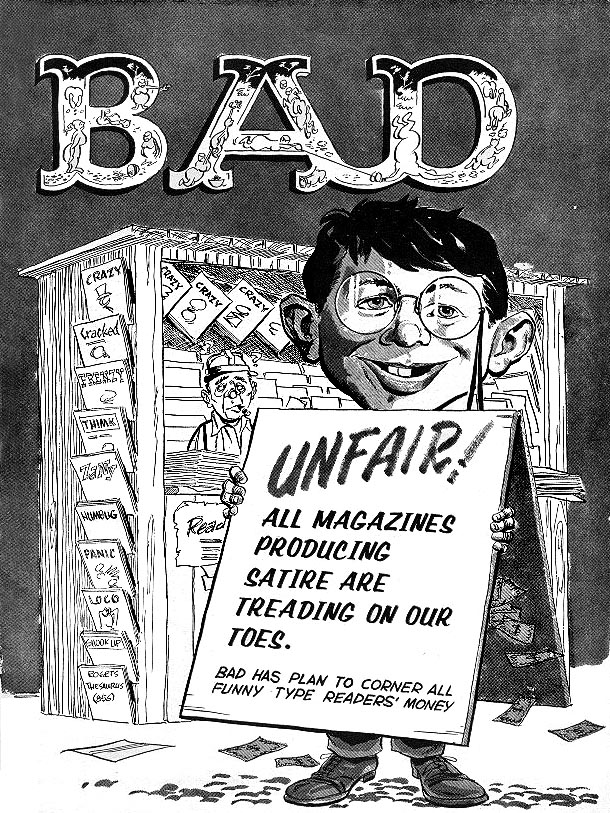
This Magazine is Crazy da Charlton Comics, uma revista satírica na linha da revista Mad

Outras empresas, como a Gilberton, a Dell Comics e a Gold Key Comics, fazendo uso de suas reputações de editoras de "quadrinhos saudáveis", evitaram tornar-se signatárias do Comics Code e buscaram formas alternativas de continuar publicando histórias com temas de horror. A Gilberton, por exemplo, usou sua renomada linha Classics Illustrated para publicar quadrinizações de Frankenstein e Dr Jekyll and Mr Hyde. A Dell publicou, em 1961, uma revista com versões em quadrinhos dos episódios da série Twilight Zone, e, no ano seguinte, uma revista com histórias do personagem Drácula. A Western Publishing desfez sua parceira que tinha com a Dell desde 1938, criando o selo Gold Key Comics, que assumiu a licença para publicar os quadrinhos de Twilight Zone em 1962. Até então ela já se dedicada ao gênero com a publicação da revista Boris Karloff Thriller, baseada na série de televisão de mesmo nome. Em 1965 a editora publicaria ainda outras três revistas revistas baseadas em séries de televisão: The Addams Family, The Munsters e Ripley's Believe it or Not!.
A maior prejudicada pelos Comics Code foi a EC Comics, por conta do código, a editora teve que cancelar vários de seus títulos de horror, a única revista mantida foi a Mad (uma revista satírica, surgida em 1952), Em 1955, temendo represarias do código, a EC resolveu mudar o formato da Mad, trocando o tradicional formato comic book (17 x 26 cm, conhecido no Brasil como formato americano), para os formato magazine, nos Estados Unidos, Magazine se refere a revistas num formato específico (21,5 x 28 cm, no Brasil é o formato de publicações como a Super Interessante e a Set), revistas nesse formato não são classificadas como infantis, por isso não precisaria de aprovação do código. A revista também aumentou o número de páginas e deixou de ser colorida para ser publicada em preto e branco.

### Marvel Comics e a década de 1960
| |  |  |
| Jack Kirby (esquerda) e Stan Lee (direita), duas figuras instrumentais para a ascensão da Marvel Comics. |  |  |

As histórias publicadas pela DC Comics foram responsáveis por reacender, até 1960, o interesse pelos quadrinhos de super-herói. Em meados de 1961, com a publicação, na 123ª edição da revista The Flash, da história "Flash of Two Worlds", surgiria o conceito do "Multiverso DC", uma representação ficcional da interpretação da mecânica quântica que propõe a existência de universo paralelos. A partir da história, ficaria estabelecido que os personagens surgidos durante o período denominado "Era de ouro das histórias em quadrinhos americanas" (entre 1938 e 1955), bem como as histórias por eles protagonizadas, pertenceriam a um universo paralelo denominado Terra 2, distinto daquele em que ocorriam as histórias publicadas pela editora durante a década de 1960.
Flash of Two Worlds estabeleceu ainda que os universos paralelos existiam simultaneamente e eram separados por um campo vibracional que poderia ser atravessado, permitindo que heróis de diferentes "mundos" atuassem juntos em determinadas histórias. Em novembro daquele ano, a Marvel Comics se aproveitaria do ambiente favorável e lançaria um dos mais aclamados e importantes personagens do período, o Quarteto Fantástico. As histórias da editora possuíam, segundo historiadores, histórias e personagens mais sofisticados e, ao contrário dos personagens de décadas anteriores, na Era de Prata os personagens possuíam maior humanidade, falhavam e duvidam de si mesmos A história pro trás do surgimento da equipe tornou-se uma lenda urbana e é alvo de debate. Até então, a mais popular revista do mercado era estrelada pela Liga da Justiça, uma equipe formada pelos mais populares personagens da DC Comics. Martin Goodman, publisher das editores "Timely" e "Atlas" — que, posteriormente, iriam se tornar a Marvel Comics — alegadamente teria ouvido durante uma partida de golfe ou de Jack Liebowitz ou de Irwin Donenfeld que a DC Comics estaria tendo um enorme sucesso com a revista da Liga, o que teria motivado Goodman a encomendar conceito similar para Stan Lee e Jack Kirby. O historiador Michael Uslan, embora não negando que tal partida de golfe tenha ocorrido, questionou os detalhes da história — "Irwin [Donenfeld] disse nunca ter jogado golfe com Goodman", afirmou em texto publicado na revista Alter Ego em 2004. Segundo Uslan, Goodman teria sim tido tal conversa sobre a Liga da Justiça, mas com funcionários da Independent News, empresa pertencente à DC Comis.
Independente dos detalhes, é sabido que Martin Goodman teria encomendado ao editor e escritor Stan Lee a criação de uma equipe de super-heróis, apontando a Liga da Justiça como um exemplo de sucesso — e como resultado, Lee e Jack Kirby teriam criado o Quarteto Fantástico O trabalho de Lee ao lado de Kirby e de Steve Ditko, dois desenhistas que acumulavam ainda considerável responsabilidade na elaboração do argumento das histórias, fez com que a Marvel começasse a obter cada vez mais destaque. O sucesso do Quarteto Fantástico estimulou a editora a lançar onze novas revistas em pouco mais de dois anos. As histórias buscavam atingir não apenas o público infantil, mas também os adolescentes e os jovens nas faculdades. Além do Quarteto, destacaram-se as revistas do Homem-Aranha e do Hulk Outros significativos personagens introduzidos no período incluem o Homem de Ferro, Thor, Demolidor e os X-Men
Em 1964, a Warren Publishing inicia uma série de magazines de horror, muitos desenhistas que trabalharam nos títulos de horror da EC, também desenharam para a Warren.
Com o popular lançamento, em 1966, da série de televisão Batman, estrelada por Adam West, outras editoras passaram a incluir histórias de super-heróis dentre as revistas que publicavam. A Archie Comics, por exemplo, lançou a linha de revistas "Archie Adventures" (posteriormente renomeada "Mighty Comics"), estrelada por heróis como "Fly", "Jaguar" e "Escudo". Posteriormente, com o sucesso obtido por outras equipes de super-heróis, os três se juntariam a "Comet" e "Flygirl" na equipe "Mighty Crusaders", série que teve roteiros de Jerry Siegel (criador do Superman) e arte de Paul Reinman.

### Término e possível sucessão

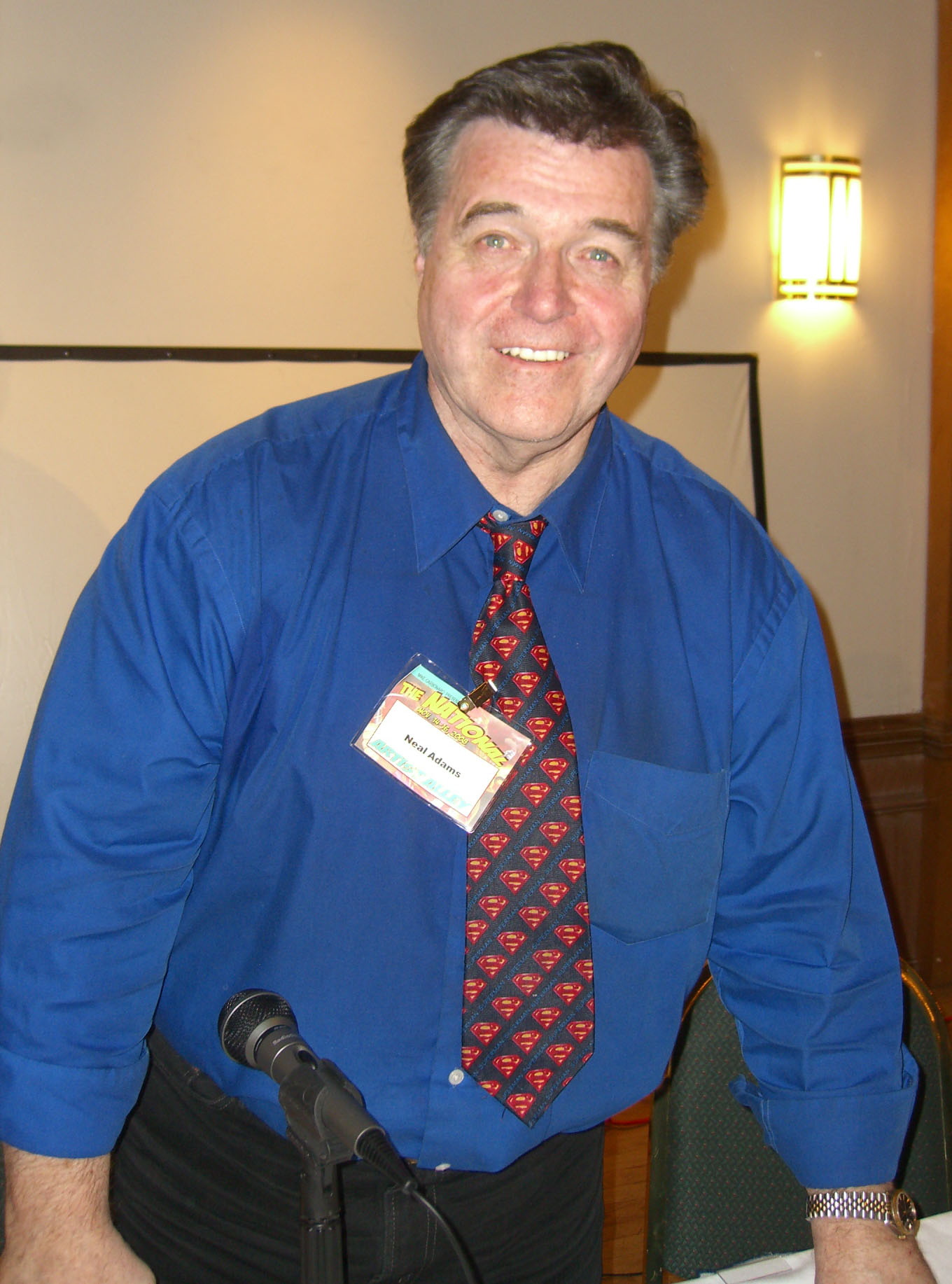
Neal Adams, artista cujo trabalho ao lado do escritor Denny O'Neil na revista Green Lantern/Green Arrow é comumente citado como o marco zero da "Era de Bronze".

É comumente aceito que a Era de Prata foi sucedida pela Era de Bronze. O marco de transição entre um período e o outro, entretanto, não é claro, e existem diversas possibilidades tanto para o término de uma quanto para o início da outra. Uma possibilidade seria o ano de 1969, quando teriam sido publicadas as últimas revistas com preço de capa de 12 cents. O pesquisador Arnold T. Blumberg acredita que a transição entre os dois períodos foi gradual, se estendendo desde o final da década de 1960 até 1973, quando foi publicada a história The Night Gwen Stacy Died. Nela, Gwen Stacy, a então namorada do super-herói Homem-Aranha, é morta — um dos mais emblemáticos e memoráveis momentos da história do gênero, segundo Blumberg: "[a morte de Gwen Stacy] é o evento que muitos citam como o mais tocante e mais memorável na memória coletiva dos fãs", disse em artigo de 2003. A história, segue defendendo, representaria o ápice de um ideal que vários profissionais vinham defendendo naquele período de transição: abordar temas mais maduros, ainda que estes estivessem sendo "filtrados" pela "lente simplista dos super-heróis". A morte de Stacy representaria o fim da inocência dos leitores e das histórias mais leves que haviam marcado o período.
O historiador Will Jacobs sugere como marco de transição abril de 1970, mês em que Julius Schwartz, o homem responsável por iniciar a Era de Prata, abandonou o cargo de editor da revista Green Lantern, protagonizada por um dos heróis que ele havia ajudado a reinventar, em favor de Denny O'Neil e Neal Adams O trabalho da dupla é comumente apontado como o término da Era de Prata. Se na década de 1960 o personagem era um dos mais expoentes exemplos do otimismo que permeava as histórias do período, as histórias de O'Neil e Adams retratavam o Lanterna Verde como um personagem que sabia que "os dias felizes" estavam para trás e questões mais sérias eram levantadas. Na coluna "Scott's Classic Comics Corner", um dos jornalistas do site americano Comic Book Resources apontaria diversas possibilidades para esse término. Embora uma das mais aceitas fosse a publicação de Green Lantern/Green Arrow #76, a primeira história de O'Neil e Adams, houve outros eventos significativos naquele mesmo ano.
Tão aceita quanto Green Lantern/Green Arrow #76 como "marco transitório" está a publicação de Conan the Barbarian #1, pela Marvel Comics. A revista, escrita por Roy Thomas, possui ainda maior valor dentro do contexto em que se inseria: "Em 1970, a assim chamada Era de Prata dos quadrinhos norte-americanos encerrava-se de vez. Conforme os veteranos das HQs (alguns dos quais estavam na indústria desde seu nascimento!) se afastavam do gênero, uma nova safra, a primeira composta por fãs de quadrinhos, tomava seu lugar. O expoente maior destes fãs que viraram criadores foi Roy Thomas", disse o jornalista Pedro Hunter em texto publicado em 2001 Não apenas revistas, mas atitudes tomadas por certos profissionais naquele ano também poderiam representar o fim da Era de Prata: a aposentadoria do editor Mort Weisinger, até então responsável pelas histórias de Superman, e a saída o emblemático desenhista e escritor Jack Kirby da Marvel seriam outras possibilidades, sugere. Independente de qual evento, especificamente, teria engatilhado a transição, o surgimento de histórias mais "realistas", abordando temas de maior relevância social, seria uma tendência que representaria o início da Era de Bronze.
Se a "Era de Bronze" terminaria entre 1985 e 1986, com a publicação de histórias como Crise nas Infinitas Terras, Watchmen e The Dark Knight Returns, o "realismo" exarcebado do período seguinte o levaria a ser denominado "Era de Ferro" ou "Era Sombria dos quadrinhos". O escritor Grant Morrison, em seu livro Supergods, apontaria que 1970 marcaria o início não da "Era de Bronze", mas sim da "Era Sombria", que se estenderia além de 1985 e seria marcada pela tentativa de "levar o mundo real para os quadrinhos".

## Os quadrinhosunderground
O historiador Peter Coogan, em seu livro The Secret Origin of the Superhero, destacou que, enquanto a "Era de Ouro" compreendia toda a produção dos Estados Unidos no período, a "Era de Prata" e, consequentemente, a "Era de Bronze", seriam denominações cuja aplicação seria restrita às histórias em quadrinhos do gênero super-herói, como as publicadas pela Marvel e pela DC. Outros gêneros, como as histórias infantis, teriam evoluído de forma separada. Dentre esses outros gêneros, destaca-se os quadrinhos underground, que, enquanto movimento artístico, transcorreu entre o final da década de 1960 e o início da década de 1970 e eventualmente proporcionou a criação de um mercado de quadrinhos "alternativos".
John Strausbaugh, em artigo publicado no jornal americano The New York Times, argumentaria que historiadores "tradicionais" dedicados Às histórias em quadrinhos defendiam que, enquanto a Era de Ouro merecesse sim estudos, o único aspecto realmente digno de nota da Era de Prata seria o surgimento dos quadrinhos underground. Essas histórias eram geralmente produzidas integralmente por uma mesma pessoa, que as roteirizava e desenhava, geralmente imprimindo um estilo bastante peculiar tanto na arte quanto no diálogo, tornando o trabalho facilmente identificável. Dentre os exemplos dessa "identidade visceral" estariam os trabalhos de Robert Crumb e Gilbert Shelton. O movimento underground foi em geral bem-recebido e inclusive apontado como uma forma legítima de arte que representava o ideal das tiras de jornal, em que um mesmo profissional assinava o trabalho. Comumente publicados em preto-e-branco, os quadrinhos underground eram distribuídos em livrarias e lojas dedicadas à contracultura e destinavam-se a um público adulto antenado com os ideais do movimento.

## A arte na Era de Prata
Arlen Schumer, autor do livro The Silver Age of Comic Book Art, acredita que o trabalho do desenhista Carmine Infantino  com o personagem Flash seria o maior representante da forma como a arte o design se apresentavam no período, algo "elegante" e "aerodinâmico". Outros desenhistas emblemáticos seriam Curt Swan, Gene Colan, Steve Ditko, Gil Kane, Jack Kirby e Joe Kubert.
A partir do final da década de 1960, dois artistas apresentariam um estilo diferente não apenas do que havia sido retratado na Era de Prata, mas da própria linguagem "quadros numa página" adotada pelos quadrinhos desde a sua formação. Neal Adams, na DC Comics, e Jim Steranko, na Marvel, subvertem a lógica por trás da organização das páginas e trouxeram para os quadrinhos uma linguagem mais cinematográfica. Adams apresentava um estilo naturalista creditado por apresentar, pela primeira vez em anos, um Batman tão sombrio quanto aquele retratado nas primeiras histórias do personagem. Respeito à anatomia e um foco nas expressões faciais e nos gestos dos personagens eram algumas das características de sua dinâmica arte, uma forte influência para as histórias em quadrinhos modernas.
Steranko, ao contrário de Adams, não era apenas um artista. O americano era um dos desenhistas do período a acumular a função de roteirista, e seu sofisticado trabalho é considerado uma das maiores forças da Marvel no final da década de 1960. Steranko começou a sua carreira como arte-finalista de Kirby, assistindo-o na revista Strange Tales, onde era publicada a série Nick Fury, Agent of S.H.I.E.L.D., e quando Stan Lee decidiu colocar Steranko também como o responsável pelos roteiros da série, Steranko decidiu extrapolar os aspectos de espionagem e ficção científica, já sua primeira primeira história: em apenas 11 páginas Steranko mostrou elementos tão exagerados como a "bomba afônica", que explodia de forma silenciosa, e a "máquina de raios-Q", que desintegrava a nível molecular seus alvos.

## Legado

### Evolução do gênero
Uma importante característica do período, e que se manteve nos anos seguintes, foi a evolução da composição dos personagens. Uma das mais importantes temáticas do período seria a ficção científica — temas científicos e alienígenas substituíram a mágica e os deuses nas histórias do período — mas este não é um entendimento unânime. Alguns historiadores defendem que a magia continuou sendo um elemento importante e que elementos da ficção científica já se faziam presentes nas histórias da Era de Ouro A composição dos leitores também foi alterada. O público feminino infantil passou a ser almejado pelas editoras, destacando-se a personagem Brotoeja. Se os quadrinhos, em geral, eram consumidos até então por crianças e adolescentes do sexo masculino, os quadrinhos underground mostraram que as histórias também poderiam ter maior apelo junto ao público adulto.
Em janeiro de 1966, a série de televisão Batman estreou, com forte apelo junto ao público. A considerável audiência da série foi testemunha de uma reinvenção, em outro meio, das histórias em quadrinhos. Recontextualizadas, as características dos quadrinhos ali se faziam presentes: A narração em voice-over eram reminiscente dos quadros de narração dos quadrinhos, e as onomatopeias típicas das histórias apareceram na televisão com efeitos sonoros. A tiragem dos quadrinhos não apenas de Batman, mas do mercado como um todo aumentou e várias editoras começaram a publicar histórias em quadrinhos protagonizadas por super-heróis. Essa tendência, entretanto, não perduraria por muito tempo. Os novos super-heróis não continuariam sendo publicados além de 1969 e já naquele ano a revista em quadrinhos mais vendida nos Estados Unidos não tinha um super-herói como protagonista: A Archie Comics e suas revistas humorísticas, com apelo junto aos jovens, era a mais popular editora.

### Retorno e influência
O historiador Peter Sanderson, em artigo publicado no site americano IGN, apontaria que a partir de 1986 teria surgido o "neo-silver movement" um movimento artístico cuja primeira representação seria a história Whatever Happened to the Man of Tomorrow?, escrita por Alan Moore e publicada naquele ano. A história de Moore representaria uma defesa do retorno dos princípios da Era de Prata, ao atacar os princípios da Era de Bronze e, particularmente, Crise nas Infinitas Terras, minissérie que, por sua vez, representava um ataque à Era de Prata. De acordo com Sanderson, cada geração dos quadrinhos tende a se rebelar contra a anterior, e os escritores do movimento produziam histórias que reconheciam e aproveitavam os aspectos mais sofisticados da Era de Prata. Outro significativo exemplo dessa tendência seria a minissérie de 2003 Marvel 1602, escrita por Neil Gaiman e publicada pela Marvel Comics.
O jornalista Marcus Medeiros, do site brasileiro Omelete, apontaria o trabalho dos escritores Jeph Loeb e Joe Kelly com as revistas de Superman entre 1999 e 2004 como exemplos da retomada dos princípios e conceitos da Era de Prata. Em 2005, após a equipe sair definitivamente das revistas, afirmou que eles haviam mantido a caracterização estabelecida pela geração anterior ao mesmo tempo em que incorporam os elementos que haviam sido abandonados: "o objetivo dos roteiristas era evoluir as bases estabelecidas por John Byrne e seus seguidores para conseguir um Super-Homem mais humano — conseqüência de sua criação por Jonathan e Martha Kent — ao mesmo tempo em que resgatariam a magia e a grandeza perdida da Era de Prata dos super-heróis". À época, tais histórias foram bem-recebidas, mas não de forma unânime. Robert Greenberger, do Comic Book Resources, elogiaria a capacidade da equipe de revitalizar o personagem e suas histórias, mas condenaria a falta de ineditismo — "Eles não trouxeram nada de novo, apenas atualizaram as histórias contadas por Mort [Weisinger, editor das revistas do personagem até 1970]", disse, em texto de 2010. Em 2011, Medeiros citaria uma das histórias de Loeb como um exemplo do material com características opostas a outro período histórico dos quadrinhos, a Era de Ferro.